# Marbury (Alabama)
Marbury önkormányzat nélküli statisztikai település az USA Alabama államában, Autauga megyében. Lakosainak száma 1427 fő (2020. április 1.). .